# Орасіо Васкес
Феліпе Орасіо Васкес Лахара (22 жовтня 1860 — 25 березня 1936) — домініканський генерал і політик, очолював країну за часів тимчасової урядової хунти (1899, 1902–1903), обіймав пост президента з 1924 до 1930 року після завершення окупації з боку США. 1914 року програв вибори Хуану Хіменесу. Після приходу до влади Рафаеля Трухільйо був змушений виїхати з країни.